# اسب غرور
اسب غرور (انگلیسی: The Horse of Pride) یک فیلم فرانسوی در سبک درام به کارگردانی کلود شابرول است که در سال ۱۹۸۰ میلادی منتشر شد. از بازیگران آن می‌توان به ژاک دوفیلو، فرانسوا کلوزه، دومینیک لاوانان، و میشل بلان اشاره کرد.